# Стефано Габбана

Знак Dolce & Gabbana

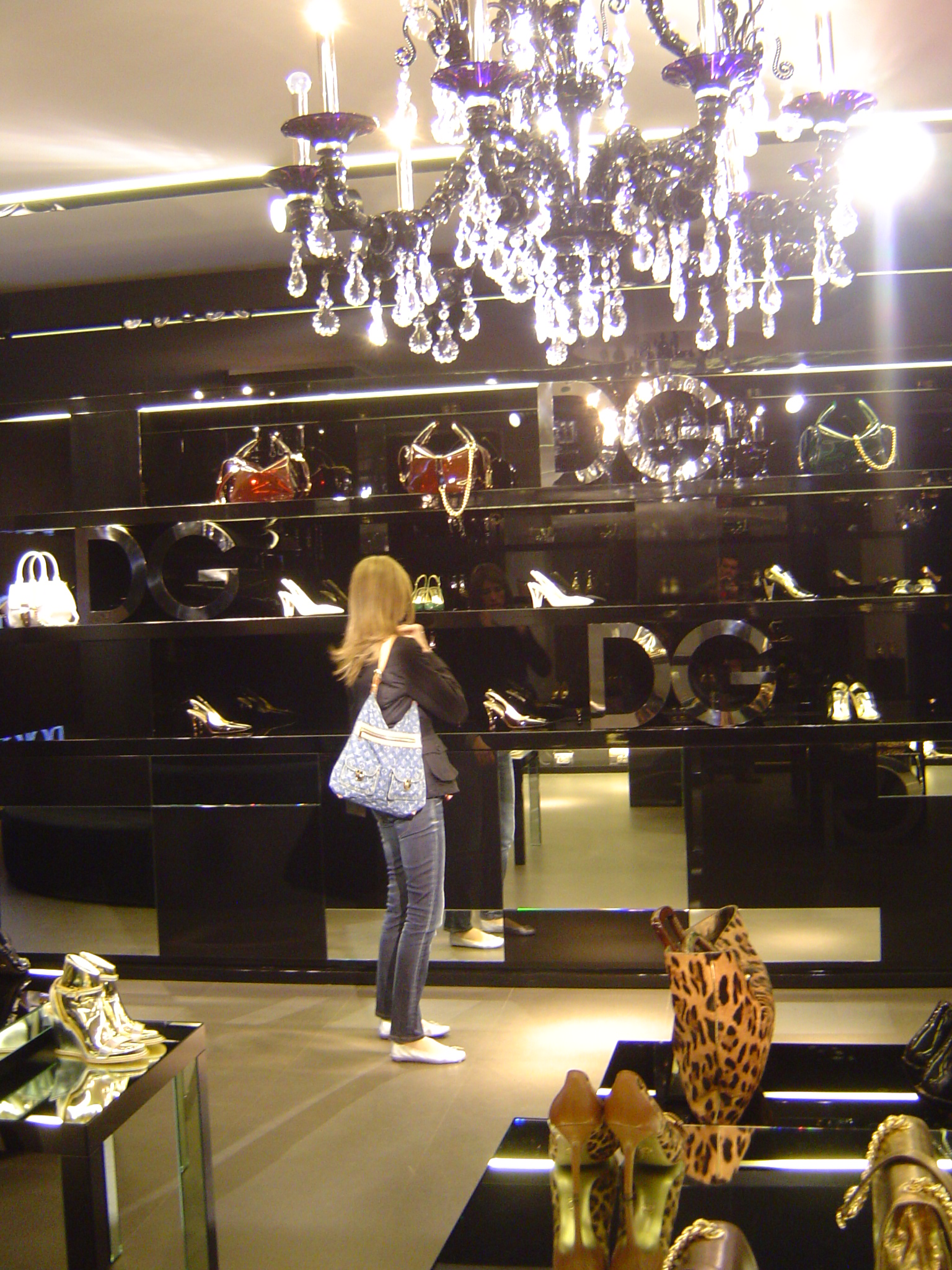
Крамниця Dolce & Gabbana winkel, Віа делла Спіга, Мілан, Італія

Стефано Габбана (італ. Stefano Gabbana, нар. 14 листопада 1962, Мілан, Італія) — італійський дизайнер-модельєр одягу, один із засновників та співвласників дому моди Dolce & Gabbana. 

## Життєпис
Закінчив художній коледж в Мілані за спеціальністю «креативний директор», після чого відкрив ательє під власним ім'ям (Габбана). Прийнявши до себе на роботу Доменіко Дольче, навчав його основам модної індустрії. 
У 1982 спільно з Дольче відкрив студію, яка займалася консультаційними послугами в галузі моди, де спочатку кожний з них працював під власним ім'ям. Пізніше модельєри з метою економії об'єднали свої зусилля під єдиною маркою Dolce & Gabbana. 
У 1985 в рамках Міланського тижня моди представили свою першу колекцію жіночого одягу і в наступному році відкрили власну крамницю в Мілані. 
У 1987 представили свою першу колекцію трикотажу. 
У 1990 створили колекцію модного одягу для чоловіків. 
З 2006 D&G одягає італійську збірну з футболу. 

## Сексізм
Він відомий своїми скандалами писати під постом образливі коментарі у Instagram  відомих жінок обливати їх брудом жертвою стала відома співачка Селена Гомес . Яку він назвав потворой .  А ще багато інших наприклад Майлі Сайрус і Аріана Ґранде . Він пише ці дописи.

## Особисте життя
У 2000, через 15 років після початку спільного життя та кар'єри, Доменіко Дольче та Стефано Габбана публічно розкрили характер своїх особистих відносин — вони довгий час були коханцями. 
У 2004 вони розлучилися і з того часу дотримуються виключно ділових відносин. 

## Ухиляння від сплати податків
У травні 2009 уряд Італії звинуватив власників компанії Dolce & Gabbana, яка перевела в 2004-2006 свої активи на суму приблизно 249 млн € в Люксембург, на холдингову компанію Gado, у приховуванні доходів. 
19 червня 2013 Стефано Габбана і його партнери по бізнесу визнані винними в ухилянні від декларування доходу в 1 млрд. € (1,3 млрд. $). Суд засудив обох модельєрів до 1 року і 8 місяців в'язниці та штрафу в 500 000 € (відповідно до італійських законів, вони не будуть сидіти у в'язниці, оскільки вирок на термін менше трьох років замінюється домашнім арештом або громадськими роботами). Дизайнери вирішили оскаржити вирок, однак 30 квітня 2014 апеляційний суд залишив у силі рішення нижчої інстанції. 

## Форбс
У березні 2013 Стефано Габбана названий журналом Форбс одним з 1000 найбагатших людей планети (на 736-му місці зі статком у 2 млрд. $) і 11-м за величиною статку в Італії. 